# Tinkoff
A Tinkoff (UCI csapatkód: TCS) (korábban Team Home - Jack & Jones, Team Memory Card - Jack & Jones,CSC-Tiscali, Saxo Bank-Sungard, Team Saxo Bank és Team Tinkoff–Saxo) egy orosz profi kerékpárcsapat volt 2016-os megszűnéséig.

## Keret (2014)
2014. január 1-jei állapot:
|     | Név                     | Születésnap                    |
| --- | ----------------------- | ------------------------------ |
| ITA | Daniele Bennati         | 1980. szeptember 24. (44 éves) |
| ITA | Manuele Boaro           | 1987. december 3. (37 éves)    |
| DEN | Matti Breschel          | 1984. augusztus 31. (40 éves)  |
| ESP | Alberto Contador        | 1982. december 6. (42 éves)    |
| DEN | Jesper Hansen           | 1991. május 4. (33 éves)       |
| ESP | Jesús Hernández         | 1981. szeptember 28. (43 éves) |
| DEN | Christopher Juul-Jensen | 1989. július 6. (35 éves)      |
| SVK | Michael Kolář           | 1992. december 21. (32 éves)   |
| CZE | Roman Kreuziger         | 1986. május 6. (38 éves)       |
| NED | Karsten Kroon           | 1976. január 29. (49 éves)     |
| SLO | Marko Kump              | 1988. szeptember 9. (36 éves)  |
| POL | Rafał Majka             | 1989. szeptember 12. (35 éves) |
| AUS | Jay McCarthy            | 1992. szeptember 8. (32 éves)  |
| DEN | Michael Mørkøv          | 1985. április 30. (39 éves)    |

|     | Név                  | Születésnap                    |
| --- | -------------------- | ------------------------------ |
| POR | Sérgio Paulinho      | 1980. március 26. (44 éves)    |
| RUS | Evgeni Petrov        | 1978. május 25. (46 éves)      |
| POR | Bruno Pires          | 1981. május 15. (43 éves)      |
| POL | Paweł Poljański      | 1990. május 6. (34 éves)       |
| IRL | Nicolas Roche        | 1984. július 3. (40 éves)      |
| AUS | Michael Rogers       | 1979. december 20. (45 éves)   |
| RUS | Ivan Rovny           | 1987. szeptember 30. (37 éves) |
| DEN | Chris Anker Sørensen | 1984. szeptember 5. (40 éves)  |
| DEN | Nicki Sørensen       | 1975. május 14. (49 éves)      |
| AUS | Rory Sutherland      | 1982. február 8. (43 éves)     |
| ITA | Matteo Tosatto       | 1974. május 14. (50 éves)      |
| RUS | Nikolay Trusov       | 1985. július 2. (39 éves)      |
| DEN | Michael Valgren      | 1992. február 7. (33 éves)     |
| SUI | Oliver Zaugg         | 1981. május 9. (43 éves)       |

## Külső hivatkozások
Hivatalos oldal